# シティ・オブ・ポートランド
シティ・オブ・ポートランド (City of Portland) は、1935年から1971年までユニオン・パシフィック鉄道が、シカゴ・ノース・ウェスタン鉄道（Chicago and North Western Railway）と提携し、イリノイ州シカゴとオレゴン州 ポートランド間を運行した旅客列車。

## 概要
シティ・オブ・ポートランド (City of Portland) はNo.105、No.106列車として、1935年から1971年までユニオン・パシフィック鉄道が、シカゴ・ノース・ウェスタン鉄道と提携し、イリノイ州シカゴとオレゴン州ポートランド間を運行した代表的な大陸横断の旅客列車。1955年以降はシカゴ・オマハ間はミルウォーキー鉄道を経由した。ポートランドからは各鉄道会社共同運行のコースト・プール・トレインを介しワシントン州シアトルへ直通する寝台車を連結していた時期もあった。
1971年の全米鉄道旅客輸送公社・アムトラックの発足により、運行終了となったが、ほぼ同じ区間に1981年から1997年にかけパイオニア（Pioneer）が運行された。

## 歴史

### 年表
- 1935年: シティ・オブ・ポートランド (City of Portland)運行開始
- 1955年: シカゴ・オマハ間、ミルウォーキー鉄道経由に変更。それに伴いシカゴでの発着駅がノース・ウエスタン駅(North Western Terminal)からユニオン駅(Union Station)に変更。
- 1960年: シカゴ・ネブラスカ州ノースプラット(North Platte, Nebraska)間の運行をシティ・オブ・デンバー(City of Denver）と統合
- 1969年: 更に重複運行区間をシティ・オブ・サンフランシスコ(City of San Francisco)、シティ・オブ・ロサンゼルス(City of Los Angeles)と統合
- 1971年: 全米鉄道旅客輸送公社・アムトラックの発足により、運行終了

### 1949年1月18日の編成（シカゴ発ポートランド行き・シカゴ出発時）
| 使用車両    | 車両愛称・形式      | 車種                                                                                   |
| ----------- | ------------------- | -------------------------------------------------------------------------------------- |
| C＆NW5007B  | E7Aディーゼル機関車 | ディーゼル機関車                                                                       |
| UP994B      | E7Bディーゼル機関車 | ディーゼル機関車                                                                       |
| UP9605      |                     | バゲージ（荷物車）                                                                     |
| Pullman1184 |                     | ツーリスト（13セクション）・ドミトリー（従業員）車                                     |
| C＆NW3440   |                     | コーチ（座席）                                                                         |
| UP5365      |                     | コーチ                                                                                 |
| UP5337      |                     | コーチ                                                                                 |
| C＆NW6920   |                     | ダイニング                                                                             |
| C＆NW6915   |                     | ダイニング                                                                             |
| UP3580      |                     | ビュッフェ・ラウンジ                                                                   |
| ACL         | LAKE LOUISE         | 寝台車（10セクション・1ドーロイングルーム・2コンパートメント）                         |
| KEENBROOK   |                     | 寝台車（10セクション・1ドーロイングルーム・2コンパートメント）                         |
| CB＆Q       | CARTER LAKE         | 寝台車（10セクション・1ドーロイングルーム・1コンパートメント）                         |
| PAIM LANE   |                     | 寝台（3コンパートメント・1ドーロイングルーム）・ビュッフェ・ラウンジ・オブザベーション |

## 姉妹列車
- シティ・オブ・サンフランシスコ(City of San Francisco）　シカゴ-オグデン-オークランド・サンフランシスコ(Oakland・San Francisco, California)
- シティ・オブ・ロサンゼルス(City of Los Angeles）　シカゴ-オグデン-ラスベガス(Las Vegas,Nevada)-ロサンゼルス(Los Angeles, California)
- シティ・オブ・デンバー(City of Denver)　シカゴ-デンバー
- シティ・オブ・セントルイス(City of St. Louis)　セントルイス(St. Louis, Missouri)-デンバー-ロサンゼルス・オークランド・ポートランド